# Otto Körting
Otto Körting (* 20. Mai 1884 in Jeßnitz (Anhalt); † 3. Juli 1959 in Dessau) war ein sozialdemokratischer Politiker der Weimarer Republik und der erste Vorsitzende der Vereinigung der gegenseitigen Bauernhilfe (VdgB) in der Sowjetischen Besatzungszone und der DDR.

## Leben
Otto Körting wurde als Sohn eines Kleinbauern geboren. Nach dem Besuch der Volksschule in Bobbau absolvierte er eine Lehre als Schlosser in der AGFA-Filmfabrik Wolfen, in der er bis 1933 tätig war. 1902 trat Körting in die SPD und den Deutschen Metallarbeiterverband ein. Nach dem Ersten Weltkrieg engagierte sich Körting zunehmend auch politisch. Er kandidierte 1919 erfolgreich für die SPD als Abgeordneter des Landtages des Freistaates Anhalt, in dem er bis 1932 ein Mandat innehatte. Ferner nahm er als Betriebsratsvorsitzender des Wolfener AGFA-Werkes an Gewerkschaftskongressen teil und engagierte sich in seinem Heimatort Bobbau von 1926 bis 1933 als Amts- und Gemeindevorsteher. Zudem war er als Laienrichter tätig.
Nach der „Machtergreifung“ der Nationalsozialisten verlor Körting alle politischen Ämter und seine Beschäftigung. 1933 war er acht Monate im KZ Oranienburg inhaftiert. Körting, der dreifacher Vater war, verdingte sich anschließend als Landarbeiter. Als ehemaliger sozialdemokratischer Landtagsabgeordneter stand er unter ständiger Kontrolle der Gestapo und wurde mehrere Male inhaftiert, zuletzt wohl im Rahmen der „Aktion Gitter“ im Juli 1944. Körting verbrachte die Zeit bis zum Kriegsende als Häftling im KZ Buchenwald.
Nach Kriegsende wieder in seine Heimat zurückgekehrt, engagierte sich Körting vor allem im landwirtschaftlichen Bereich. Er wurde Mitglied der neugeschaffenen VdgB und trat wieder in die SPD ein. Körting wirkte als Mitglied der Landesbodenkommission der Provinz Sachsen bei der Umsetzung der Bodenreform mit. Seit 1946 Mitglied der SED, kandidierte er erfolgreich als Kandidat der VdgB-Landesliste für den Landtag von Sachsen-Anhalt. Als einer von nur zwei Abgeordneten der VdgB wurde er zum Vizepräsidenten des Landtages gewählt. Auf dem I. Bauerntag der VdgB am 22. und 23. November 1947 in Berlin wurde Körting zum ersten VdgB-Vorsitzenden gewählt, nachdem er zuvor schon Landesvorsitzender der VdgB in Sachsen-Anhalt gewesen war. Da diese erste mandatstragende Massenorganisation in der Sowjetischen Besatzungszone einen hohen Mitgliederzulauf hatte und eine nicht unbedeutende politische Kraft im ländlichen Raum darstellte, erhielt ihr Vorsitzender folgerichtig einen Sitz im Präsidium des sich neu konstituierenden Deutschen Volksrates, dem Vorläufer der Volkskammer. Auch im Vorläufer der DDR-Regierung, der Deutschen Wirtschaftskommission (DWK), wurde Körting tätig. Neben Landespolitik betrieb Körting auch Kommunalpolitik. So ließ er sich zur Kreistagswahl am 20. Oktober 1946 aufstellen und wurde anschließend als einer von 50 Mitgliedern in den ersten Kreistag des Kreises Dessau-Köthen gewählt.
Im März 1950 wurde er als Vorsitzender des Hauptausschusses der VdgB wegen „verständnisloser Einstellung zu den Fragen der Demokratisierung des Dorfes“ abgelöst. Im Juli 1950 wurde Körting wegen angeblicher „reaktionärer Umtriebe“ auch aus der SED ausgeschlossen und verlor sein Landtagsmandat. Als alter Sozialdemokrat wurde er Opfer parteiinterner Säuberungen unter fadenscheinigen Anschuldigungen. 1952 wurde er verhaftet und verbrachte ein Jahr in Untersuchungshaft.